# La Puebla de Valdavia
La Puebla de Valdavia är en ort i Spanien.   Den ligger i provinsen Provincia de Palencia och regionen Kastilien och Leon, i den norra delen av landet, 260 km norr om huvudstaden Madrid. La Puebla de Valdavia ligger 941 meter över havet och antalet invånare är 147.
Terrängen runt La Puebla de Valdavia är huvudsakligen lite kuperad. La Puebla de Valdavia ligger nere i en dal. Runt La Puebla de Valdavia är det mycket glesbefolkat, med 5 invånare per kvadratkilometer. Närmaste större samhälle är Saldaña, 19,9 km sydväst om La Puebla de Valdavia. Trakten runt La Puebla de Valdavia består i huvudsak av gräsmarker.